# Öresund

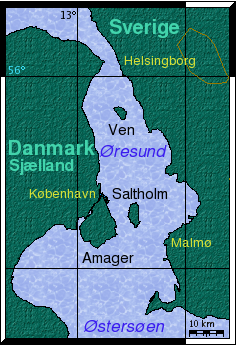
Localização do estreito de Öresund

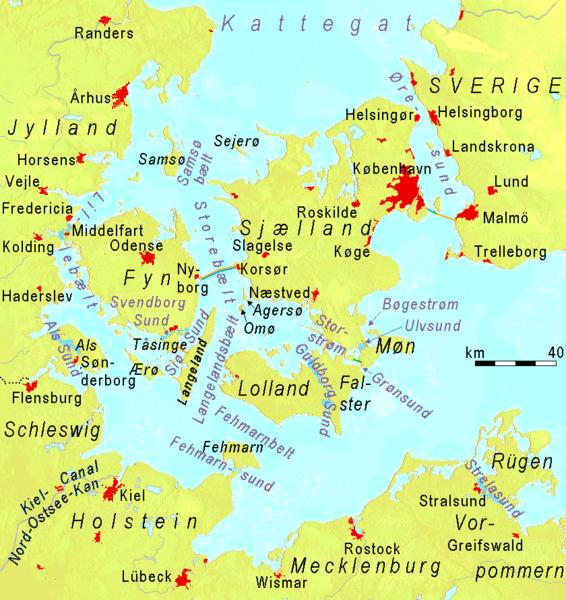
Os estreitos de Öresund, Grande Belt e Pequeno Belt

Öresund (em sueco: Öresund  PRONÚNCIA; em dinamarquês Øresund  PRONÚNCIA) é um estreito entre a Dinamarca e a Suécia, mais precisamente entre a ilha dinamarquesa da Zelândia e a província sueca da Escânia. É um dos três principais estreitos dinamarqueses (Øresund, Grande Belt e Pequeno Belt).

## Etimologia
O nome geográfico Öresund deriva das palavras nórdicas ör (banco de saibro) e sund (estreito).
O estreito está mencionado como Ørasundi (em 950) e Øræsund (em 1353).

## Geografia
O estreito liga o mar Báltico (no sul) ao estreito de Categate (no norte), em direção ao mar do Norte. Estende-se por cerca de 118 km num eixo sul-sudeste/nor-noroeste, e tem uma largura de 3 km a 48 km. Separa ao sul as cidades portuárias de Copenhague (Dinamarca) e Malmo (Suécia), e ao norte as cidades de Elseneur (Dinamarca) e de Helsingborg (Suécia).

Os relevos submarinos e a pouca profundidade de Öresund contribuem a limitar as trocas de água entre o mar do Norte e o mar Báltico.

## História
O estreito de Öresund foi palco de numerosos naufrágios. Os principais fatores são sua baixa profundidade, às vezes inferior a 10 metros, e a existência de muitos navios em trânsito.
Pelo Tratado de Öresund de 1857, este estreito dinamarquês é considerado água internacional.

## A ponte
Inaugurada em 1 de julho de 2000, a Ponte do Öresund liga Copenhaga, na Dinamarca, a Malmö, na Suécia.

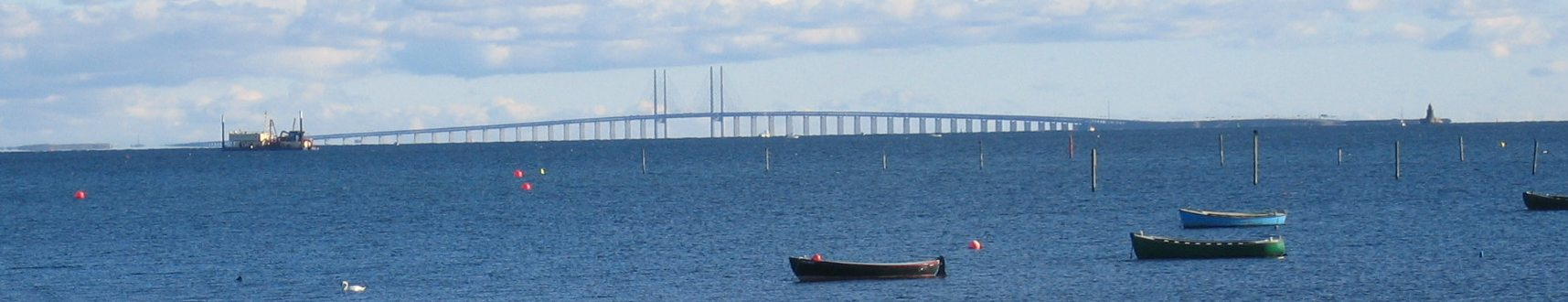
Vista do norte, a ponte do Öresund sobre o estreito de Öresund, com a Suécia à esquerda e a Dinamarca à direita

## Ilhas
- Sjælland, a grande ilha de Copenhague
- Amager, com o aeroporto de Copenhague Kastrup
- Saltholm
- Peberholm, chegada da ponte de Öresund
- Ven

## Grandes cidades junto ao Estreito de Öresund
- Helsingborg
- Helsingør
- Copenhaga
- Køge
- Landskrona
- Malmö